# Porocyphus ruttneri
Porocyphus ruttneri är en lavart som beskrevs av Zahlbr. Porocyphus ruttneri ingår i släktet Porocyphus och familjen Lichinaceae.   Inga underarter finns listade i Catalogue of Life.